# Paus Damasus II
Damasus II, geboren als Poppo van Brixen (vermoedelijk in Pildenau bij Ering, geboortedatum onbekend - Palestrina, 9 augustus 1048) werd verkozen tot paus in december 1047, maar de officiële intronisatie volgde pas op 17 juli 1048. Voordien was hij bisschop van Brixen (1039) en hij behield dit ambt tijdens zijn pontificaat. Poppo werd voorgedragen door keizer Hendrik III en werd onder begeleiding van een leger van de markgraaf van Toscane op keizerlijk bevel op de troon gezet, waarbij zijn voorganger Benedictus IX werd verdreven. Zijn pontificaat duurde slechts 24 dagen. De paus zou gestorven zijn aan malaria, maar volgens anderen werd hij vergiftigd door Benedictus IX.